# Вја Парини (Комо)
Вја Парини је насеље у Италији у округу Комо, региону Ломбардија.
Према процени из 2011. у насељу је живело 7 становника. Насеље се налази на надморској висини од 400 м.